# Foot Ball Club Matera 1984-1985
Questa voce raccoglie le informazioni riguardanti il Foot Ball Club Matera nelle competizioni ufficiali della stagione 1984-1985.

## Rosa
| N. |                   | Ruolo | Calciatore          |
| -- | ----------------- | ----- | ------------------- |
| -  | Italia (bandiera) | P     | Antonio Bruno       |
| -  | Italia (bandiera) | P     | Luigino Mattarollo  |
| -  | Italia (bandiera) | D     | Marcello Chiricallo |
| -  | Italia (bandiera) | D     | Onofrio Chiricallo  |
| -  | Italia (bandiera) | D     | Luigi De Canio      |
| -  | Italia (bandiera) | D     | Claudio Ghedin      |
| -  | Italia (bandiera) | D     | Antonio La Palma    |
| -  | Italia (bandiera) | C     | Paolo Adorisio      |
| -  | Italia (bandiera) | C     | Nicola Allegrini    |
| -  | Italia (bandiera) | C     | Gaetano Bellomo     |

| N. |                   | Ruolo | Calciatore          |
| -- | ----------------- | ----- | ------------------- |
| -  | Italia (bandiera) | C     | Alessandro Bertoia  |
| -  | Italia (bandiera) | C     | Francesco Bottalico |
| -  | Italia (bandiera) | C     | Bruno Incarbona     |
| -  | Italia (bandiera) | C     | Elia Lazzara        |
| -  | Italia (bandiera) | C     | Michele Sassanelli  |
| -  | Italia (bandiera) | C     | Donato Tataranni    |
| -  | Italia (bandiera) | A     | Pasquale D'Oriano   |
| -  | Italia (bandiera) | A     | Luca Piochi         |
| -  | Italia (bandiera) | A     | Antonio Rebesco     |
| -  | Italia (bandiera) | A     | Adriano Trevisan    |

## Risultati

### Campionato

#### Girone di andata
| 1ª giornata | Matera | 0 – 1 | Teramo |  |

| 2ª giornata | Brindisi | 2 – 0 | Matera |  |

| 3ª giornata | Matera | 2 – 0 | Cattolica |  |

| 4ª giornata | Centese | 2 – 1 | Matera |  |

| 5ª giornata | Maceratese | 2 – 0 | Matera |  |

| 6ª giornata | Matera | 1 – 0 | Vigor Senigallia |  |

| 7ª giornata | Foligno | 0 – 0 | Matera |  |

| 8ª giornata | Matera | 2 – 1 | Giulianova |  |

| 9ª giornata | Sassuolo | 1 – 0 | Matera |  |

| 10ª giornata | Matera | 0 – 0 | Fidelis Andria |  |

| 11ª giornata | Martina | 0 – 0 | Matera |  |

| 12ª giornata | Matera | 0 – 0 | Fermana |  |

| 13ª giornata | Fano | 0 – 0 | Matera |  |

| 14ª giornata | Matera | 1 – 1 | Pro Italia Galatina |  |

| 15ª giornata | Cesenatico | 0 – 0 | Matera |  |

| 16ª giornata | Matera | 2 – 0 | Forlì |  |

| 17ª giornata | Civitanovese | 0 – 0 | Matera |  |

#### Girone di ritorno
| 18ª giornata | Teramo | 5 – 1 | Matera |  |

| 19ª giornata | Matera | 0 – 2 | Brindisi |  |

| 20ª giornata | Cattolica | 0 – 2 | Matera |  |

| 21ª giornata | Matera | 1 – 0 | Centese |  |

| 22ª giornata | Matera | 0 – 0 | Maceratese |  |

| 23ª giornata | Vigor Senigallia | 1 – 1 | Matera |  |

| 24ª giornata | Matera | 1 – 1 | Foligno |  |

| 25ª giornata | Giulianova | 1 – 1 | Matera |  |

| 26ª giornata | Matera | 2 – 1 | Sassuolo |  |

| 27ª giornata | Fidelis Andria | 2 – 0 | Matera |  |

| 28ª giornata | Matera | 1 – 1 | Martina |  |

| 29ª giornata | Fermana | 1 – 1 | Matera |  |

| 30ª giornata | Matera | 1 – 1 | Fano |  |

| 31ª giornata | Pro Italia Galatina | 0 – 0 | Matera |  |

| 32ª giornata | Matera | 3 – 0 | Cesenatico |  |

| 33ª giornata | Forlì | 1 – 0 | Matera |  |

| 34ª giornata | Matera | 2 – 3 | Civitanovese |  |

### Coppa Italia
|  | Matera | 0 – 2 | Fidelis Andria |  |

|  | Matera | 0 – 1 | Foggia |  |

|  | Barletta | 1 – 0 | Matera |  |

|  | Fidelis Andria | 1 – 0 | Matera |  |

|  | Foggia | 2 – 0 | Matera |  |

|  | Matera | 1 – 3 | Barletta |  |

## Statistiche

### Statistiche di squadra
| Competizione         | Punti | Totale | Totale | Totale | Totale | Totale | Totale |
| Competizione         | Punti | G      | V      | N      | P      | Gf     | Gs     |
| -------------------- | ----- | ------ | ------ | ------ | ------ | ------ | ------ |
| Serie C2             | 32    | 34     | 8      | 16     | 10     | 26     | 30     |
| Coppa Italia Serie C | 0     | 6      | 0      | 0      | 6      | 1      | 10     |

### Statistiche dei giocatori
| Giocatore     | Campionato | Campionato |
| Giocatore     | Pres       | Gol        |
| ------------- | ---------- | ---------- |
| P. Adorisio   | 15         | 1          |
| N. Allegrini  | 1          | 0          |
| G. Bellomo    | 18         | 0          |
| A. Bertoia    | 27         | 4          |
| F. Bottalico  | 20         | 2          |
| A. Bruno      | 1          |            |
| M. Chiricallo | 6          | 1          |
| O. Chiricallo | 14         | 0          |
| L. De Canio   | 32         | 0          |
| P. D'Oriano   | 29         | 1          |
| C. Ghedin     | 30         | 3          |
| B. Incarbona  | 33         | 2          |
| A. La Palma   | 30         | 0          |
| E. Lazzara    | 14         | 1          |
| L. Mattarollo | 33         |            |
| L. Piochi     | 27         | 1          |
| A. Rebesco    | 23         | 2          |
| M. Sassanelli | 29         | 0          |
| D. Tataranni  | 25         | 0          |
| A. Trevisan   | 32         | 8          |